# 瓜皮亚苏
瓜皮亚苏是巴西圣保罗州的一个市镇。总面积325.028平方公里，总人口17938人，人口密度55.2人/平方公里。